# Cybaeodes sardus
Cybaeodes sardus är en spindelart som beskrevs av Norman I. Platnick och Di Franco 1992. Cybaeodes sardus ingår i släktet Cybaeodes och familjen månspindlar. Inga underarter finns listade i Catalogue of Life.